# Ronald Spores
Ronald M. Spores (25 de enero de 1931) es un arqueólogo, antropólogo y etnohistoriador estadounidense. Su obra está centrada en la investigación de los pueblos mesoamericanos de la época prehispánica. Es profesor emérito de antropología en el Colegio de Artes y Ciencia de la Universidad Vanderbilt.
Spores es reconocido por sus trabajo en la historia cultural de la región de Oaxaca en el sureste de México. Es una autoridad en el tema de la cultura mixteca y ha publicado numerosos textos sobre los sitios arqueológicos de La Mixteca, documentos etnohistóricos y sobre la historia colonial de ese pueblo. Es director del Proyecto Arqueológico de la Ciudad Yucundaa (Teposcolula), patrocinado por la Fundación Alfredo Harp Helú, la National Geographic Society y el Instituto Nacional de Antropología e Historia. 
Spores obtuvo el grado de bachiller en Ciencia de la Universidad de Oregón en 1953. Obtuvo el título de maestro en Artes por parte de la Universidad de las Américas en Cholula de Rivadavia (México) en 1960. Después se incorporó a la Universidad de Harvard donde obtuvo un doctorado en antropología.